# Лејк Латонка (Пенсилванија)
Лејк Латонка (енгл. Lake Latonka) насељено је место без административног статуса у америчкој савезној држави Пенсилванија.

## Демографија
По попису из 2010. године број становника је 1.012.
| Група             | 2000.    | 2010.       |
| Белци             | 0 (0,0%) | 997 (98,5%) |
| Афроамериканци    | 0 (0,0%) | 2 (0,2%)    |
| Азијати           | 0 (0,0%) | 2 (0,2%)    |
| Хиспаноамериканци | 0 (0,0%) | 5 (0,5%)    |
| Укупно            | 0        | 1.012       |